# 宮脇俊三
宮脇 俊三（みやわき しゅんぞう、1926年〈大正15年〉12月9日 - 2003年〈平成15年〉2月26日）は、日本の編集者、紀行作家。元中央公論社常務取締役。鉄道での旅を中心とした作品を数多く発表した。
父は陸軍大佐で後に衆議院議員となった宮脇長吉。娘に作家の宮脇灯子。

## 人物
編集者として日本出版史に残る企画に数多く携わり、名編集者と謳われる。作家北杜夫を世に出したのも功績の一つである。紀行作家としては、地理や歴史の深い教養に裏打ちされた簡潔かつ格調高く、軽妙なユーモアにあふれた文章を書くことで知られる。また熱心な鉄道ファンでありながら、専門用語などを殊更に羅列したり、評論家ぶったりするなどの、ごく一部の趣味者に見られる嫌味さが作品内にはほとんどなく、飄々とした文体が多くの人々に受け入れられ、鉄道ファンにとどまらない多くの愛読者を惹きつける。
初作『時刻表2万キロ』で「鉄道に乗る」ことを趣味とする者の存在を世間に認知させ、第2作の『最長片道切符の旅』では「最長片道切符」を広く知らしめることとなった。これらの作品によって「鉄道紀行」を文学の一ジャンルにまでした、とも評される。
晩年に刊行した『鉄道廃線跡を歩く』シリーズ（全10巻、1995年 - 2003年、JTB）では、「廃線跡探訪」という、これまでほとんど注目されていなかった鉄道趣味を記し、一般に知らしめた。

## 年譜
- 1926年（大正15年）12月9日、埼玉県川越市で7人きょうだいの末子（三男）として生まれる[5][6]。
父の長吉は俊三ら男子には「英雄俊傑」に「一二三四」を順に組み合わせた名前を与えていたが、次男雄二は夭折し、「傑四」となるべき四男は誕生しなかった。
宮脇家は香川県が本籍であり、長吉も香川県から代議士に選出されている。俊三は幼い頃からの鉄道好きで、父が選挙区入りする際の一行の切符の手配などもすべて行っていたという。俊三の鉄道好きは戦中でも変わることがなく、1942年（昭和17年）に開通した関門トンネルを通ってみたいが故に、戦時下にもかかわらず列車に乗って旅行に行ったほどである。
父長吉の陸軍予備役編入と共に、埼玉県川越市から東京市渋谷町（現・東京都渋谷区）にあった皇族の梨本宮邸付近に一家で移住する。子供時代の遊び場は、梨本宮邸の裏に当たる山手線の線路沿いにあった空き地と、東京市電（現・東京都電車）青山車庫だった。
- 1927年（昭和2年）、父長吉が退役した為、東京府（現・東京都）渋谷に転居[6]。
- 1933年（昭和8年）、東京府青山師範学校附属小学校入学[6]。
- 1939年（昭和14年）、小学校を卒業し旧制成蹊高等学校進学[6]。
- 1943年（昭和18年）、成蹊高等学校理科乙種進学。
- 1945年（昭和20年）、東京帝国大学理学部地質学科入学。同年8月15日、米坂線今泉駅前で玉音放送を聞き、敗戦を知る。
戦後の混乱期に大学に戻ったものの、地質学科での現地調査で「ブヨ」に悩まされたこと、本来地図や時刻表が好きだったこと、ちょうどその頃文学の方面に興味が移っていたこと、などの理由から転部しようと決意。ところが当時は理科から文科へ転科できなかったため、1948年（昭和23年）東大の文学部西洋史学科を再受験し、合格した[6]。
- 1949年（昭和24年）、共産党員の学生に反発し反共グループを組織し、ガリ版刷りの学生新聞をつくって学内で撒く。
- 1951年（昭和26年）、東京大学文学部西洋史学科卒業[7]。旧制大学課程としての卒業である。中央公論社（現在の中央公論新社）に入社。同年10月、日本女子大学史学科の学生だった荒木愛子と結婚。愛子を介して広津和郎と知り合う[8]。
- 1952年（昭和27年）、肺結核のため休職し、熱海の妻の実家で療養。
- 1953年（昭和28年）、脳出血で父親が急逝。
- 1954年（昭和29年）、休職期限が切れ退社。小説家や建築家を目指すがどちらも断念。
- 1956年（昭和31年）9月、中央公論社に復職。
以後編集者として活躍し、『中央公論』編集長に就任。当時の国鉄総裁石田礼助に自らインタビューをしたこともある。その後『婦人公論』編集長、開発室長、編集局長、常務取締役などを歴任。「世界の歴史」シリーズ、「日本の歴史」シリーズ、「中公新書」などに関わる。
「世界の歴史」シリーズでは専門的過ぎて分かりづらい学者の文章は突き返して再度執筆させた。東洋史学者の宮崎市定に『科挙』『大唐帝国』執筆を依頼し、一般読書人に宮崎の名を知らしめてもいる。宮崎は名文で知られており、世界の歴史シリーズでも間然するところの無い文章を執筆したため、宮脇も突き返すことなく、そのままとした。
- 1965年（昭和40年）5年前から別居していた妻・愛子と協議離婚[6]。その後再婚した社員の井田まちとの間に2子をもうけた[6]。
- 1977年（昭和52年）5月28日、国鉄足尾線を最後に国鉄全線を完乗[6]。
- 1978年（昭和53年）6月30日、常務取締役編集局長を最後に中央公論社を退社[6]。
退社理由としては『時刻表2万キロ』の上梓に際して生じた自己矛盾を挙げている。編集者として他の作家の出版企画を却下することも多々あった手前、自分が所属する会社から自著を出版するわけにはいかなかったが、かたや競合他社から出版するとなると今の会社にいることは筋が通らないという理由である。
なお、没後の2022年には『台湾鉄路千公里 完全版』が中央公論新社から刊行されている。
- 1978年（昭和53年）7月10日、国鉄全線完乗の旅をつづった『時刻表2万キロ』で作家デビュー。
- 1978年（昭和53年）12月12日、『時刻表2万キロ』で第5回日本ノンフィクション賞受賞。
- 1981年（昭和56年）、『時刻表昭和史』で第6回交通図書賞受賞。
- 1985年（昭和60年）、短編小説集『殺意の風景』で第13回泉鏡花文学賞を受賞[5]。
この『殺意の風景』は同年上半期の直木賞候補にもなっている。このうち、第12話「石油コンビナートの巻」がのちに『火曜サスペンス劇場』弁護士・高林鮎子 寝台特急あさかぜ4号殺人風景」」（1986年。主演、眞野あずさ）として、また第14話「砂丘の巻」がテレビ東京系月曜女のサスペンス傑作推理受賞作シリーズ「殺意の風景・砂色の迷宮」（1989年。主演、石野真子）としてテレビドラマ化された。
- 1992年（平成4年）、『韓国・サハリン鉄道紀行』でJTB第1回紀行文学大賞受賞。
- 1999年（平成11年）、第47回菊池寛賞受賞。気力・体力に限界を感じ、休筆を宣言。この頃、家族には「宮脇俊三も、もう終わりだな」と漏らしていたという。
- 2003年（平成15年）2月26日、肺炎のため入院先の虎の門病院で死去。76歳没。悪性リンパ腫の治療中であった[9]。戒名は「鉄道院周遊俊妙居士」。命日の2月26日は「周遊忌」と呼ばれるようになる[10]。
死去の報道は葬儀が済む3月になるまで差し控えられた。宮脇の死が発表されると世田谷区の自宅に多くのファンが詰め掛け、自宅周辺はちょっとした混乱状態になった。晩年は執筆の依頼はすべて断っていた。雑誌「高原文庫」から依頼された親友の北杜夫に関するエッセイだけは例外として引き受けたが、既に病床にあった宮脇は完成させることができず、それが遺稿となった。
- 2008年（平成20年） 7月12日から9月15日にかけて、地元世田谷区の世田谷文学館で「没後5年 宮脇俊三と鉄道紀行展」が開催された。

なお、宮脇の行状記録としては『私の途中下車人生』（話し手：宮脇俊三。講談社 1986年（昭和61年）10月9日刊、2010年（平成22年）2月に角川書店から文庫化）、「自筆年譜」[1978まで]（『宮脇俊三鉄道紀行全集』第6巻 角川書店 1999年5月31日刊の巻末）および「自筆年譜」[2003まで]（「宮脇俊三の旅」雑誌『旅』2003年8月号臨時増刊、巻末）が詳しい。

## 刊行著作
責任表示が“著・共著・対談”のいずれかに該当するもののみ記載。文庫再刊で、改題と改訂有れば表記。
“編・編著・監修”は除外。逐次刊行物への寄稿もこの節では除外。
- 時刻表2万キロ（河出書房新社、1978年7月）- ※第5回日本ノンフィクション賞受賞
河出文庫（1980年6月、改版2010年8月）、解説：山崎正和「「近代化」の道行文」
新版：角川文庫（1984年11月）
書評：荻昌弘「「無用」、山崎正和「「近代化」の道行文」、根本順吉「国鉄全線に乗った“道楽の極致”」、小池滋「「阿房列車」の衣鉢継ぐすぐれたエッセー」、種村直樹「「時刻表2万キロ」-国鉄全線完乗大変記-」、青地晨「時刻表2万キロ」、中野孝次「自分自身のために」
第5回日本ノンフィクション賞選評：会田雄次「好編ぞろいの候補作」、小松左京「題材にユニークさをみる」、吉村昭「個性と真摯さを感じる」
- 最長片道切符の旅（新潮社、1979年10月）
新潮文庫（1983年4月、改版2008年9月）「文庫版あとがき」あり、解説：江國滋
増補新版：新潮社（2008年4月）
没後発見された取材メモを出版する（『「最長片道切符の旅」取材ノート』後掲）に際して、同時期に単行・文庫判共に改訂再刊された。再刊に際して行間・フォントに余裕を持った構成にしたため内容は同一だが頁数が286から344に増えている。ジャケット（カバー）の体裁にわずかな差異がみられる。
- 汽車旅12カ月（潮出版社、1979年12月）
新潮文庫（1982年4月）、解説：山本茂
新版：河出文庫（2010年1月、改版2021年12月）、解説：関川夏央「「汽車好き」その究極形」
- 時刻表昭和史（角川書店「角川選書」、1980年7月）※第6回交通図書賞受賞作
角川文庫（1987年7月）、解説：奥野健男
  - 増補版 時刻表昭和史（角川書店、1997年8月）

角川文庫（2001年6月）／角川ソフィア文庫（2015年4月）、各 解説：奥野健男
  - 完全版 時刻表昭和史：中公文庫（2023年6月）、北杜夫との対談「それぞれの汽車旅」を増補
- 台湾鉄路千公里（角川書店 1980年12月）
角川文庫（1985年8月）、解説：原田勝正
  - 完全版 台湾鉄路千公里（中公文庫、2022年8月）、解説：関川夏央。※その後の台湾紀行も増補
- 時刻表ひとり旅（講談社現代新書、1981年6月、※巻末に「国鉄全線一覧」あり） 
第15刷（2007年7月、ISBNは第14刷以前と同様）以降は装丁（ジャケット）が変更し、解説：原武史が増補、事実上の新装復刊
- 時刻表おくのほそ道（文藝春秋、1982年4月）
文春文庫（1984年1月）、解説：福田宏年
- 終着駅は始発駅（新潮社 1982年8月）　
※234頁目に著者のイラスト、巻末に「私が選んだ鉄道旅行の本100冊」を収録
新潮文庫（1985年8月）、解説：玉村豊男
復刊：グラフ社（2007年4月）、※文庫版を底本に、解説：宮脇灯子「思い入れのある一冊」を収録
- 徳川家康 タイムトラベル（講談社、1983年4月）
  - 徳川家康 歴史紀行5000キロ（講談社文庫、1998年4月）、「文庫版あとがき」あり
- シベリア鉄道9400キロ（角川書店、1983年5月）
角川文庫（1985年10月）、解説：小池滋
- 終着駅へ行ってきます（日本交通公社出版事業局、1984年2月）
新潮文庫（1986年8月）、解説：山口文憲
新版：河出文庫（2010年6月、改版2022年9月）、解説：小牟田哲彦「円熟期に生み出された必然と幸運」
- 旅の終りは個室寝台車（新潮社 1984年10月）
新潮文庫（1987年6月）、解説：阿川弘之「普段着の阿房列車」
新版：河出文庫（2010年3月、改版2022年6月）、解説：今尾恵介「「はやぶさ」の時代を過ぎて」
- 椰子が笑う 汽車は行く（文藝春秋、1985年4月）、東南アジア紀行
文春文庫（1988年4月）、解説：丸谷才一、木村尚三郎、山崎正和
- 殺意の風景（新潮社、1985年4月）
※第13回泉鏡花文学賞受賞作の小説、『波』（新潮社PR誌）連載時のうち2編は未収録
新潮文庫（1988年4月）、解説：大岡昇平「くるめきの反〃推理」
新版：光文社文庫（2006年5月）、解説：酒井順子。※新潮社版「あとがき」は再録されていない
- 汽車旅は地球の果てへ（日本交通公社出版事業局、1986年4月1日）
文春文庫（1989年11月）、解説なし
- 線路のない時刻表（新潮社、1986年5月）
新潮文庫（1989年4月）、解説：小池滋
  - 全線開通版 線路のない時刻表（講談社文庫、1998年2月）、※文庫新版で「全線開通版あとがき」あり
  - 再訂版：全線開通版 線路のない時刻表（講談社学術文庫、2014年3月）、※巻末に「付録『自筆年譜』」あり
- 鉄道旅行のたのしみ（集英社文庫、1986年6月）、解説：長谷川卓也、※文庫判のみで刊行
新版：角川文庫（2008年11月）、解説：酒井順子
『全線全駅鉄道の旅』全12巻、『国鉄全線各駅停車』全10巻（各・小学館刊）
各・巻頭の連載「鉄道旅行のたのしみ」、および「駅は見ている」を発売・配本順に加筆・訂正せずそのまま収録
- 私の途中下車人生（講談社、1986年10月）、談話回想
新版：角川文庫（2010年2月）、解説：中村彰彦
- 汽車との散歩（新潮社、1987年5月）※巻末に著作目録あり
新潮文庫（1990年6月）、解説：柳原良平「鉄道好きと船好き」
復刊：グラフ社（2007年4月）、※文庫版を底本に、解説：宮脇灯子「時を超えての楽しみ」を収録(pp232–235)
- 中国火車旅行（角川書店、1988年2月）
角川文庫（1991年9月）、解説：向井敏「「没有時間列車」の旅」
- 途中下車の味（新潮社、1988年3月）※巻末に著作目録あり
新潮文庫、1992年6月、解説：足立倫行
- ローカルバスの終点へ（日本交通公社出版事業局、1989年1月20日）
新潮文庫（1991年8月）、解説：群ようこ
洋泉社新書（2010年12月）[注釈 2]、解説：泉麻人
河出文庫（2019年8月）、解説：武田砂鉄「"バス路"の静けさ」
- 車窓はテレビより面白い（徳間書店、1989年2月28日）
徳間文庫（1992年8月）、解説：奥野健男
- 失われた鉄道を求めて（文藝春秋、1989年9月15日）
文春文庫（1992年9月、新版2011年5月）、解説：中村彰彦
※文庫は、旧版と新装版に内容の差異（本文、解説、挿図表、イラスト）の異動は無い。構成変更（字間・行間ピッチの拡幅）に伴い全頁数が254から260に増加。
- インド鉄道紀行（角川書店、1990年4月30日）※巻末に著作目録あり
角川文庫（1993年3月）、解説：青木栄一
- 古代史紀行（講談社、1990年11月12日）
講談社文庫（1994年9月）、解説：向井敏「律儀とユーモア」
- 日本探見二泊三日（JTB日本交通公社出版事業局、1991年3月）
角川文庫（1994年3月）、解説：長谷川卓也「旅とは2泊3日以上のこと」
- 韓国・サハリン鉄道紀行（文藝春秋、1991年9月15日） ※JTB・第1回紀行文学大賞を受賞
文春文庫（1994年8月）、解説なし
- 旅は自由席（新潮社、1991年12月10日）※巻末に著作目録あり
新潮文庫（1995年3月）、解説：酒井順子
復刊：グラフ社（2007年4月）、※文庫版を底本に、解説(pp267–270)に、宮脇灯子「鉄道の旅っていいな」
- 夢の山岳鉄道（JTB日本交通公社出版事業局、1993年6月）
新潮文庫（1995年10月）、解説：原口隆行
ヤマケイ文庫：山と渓谷社（2021年2月）、解説：小牟田哲彦
- 線路の果てに旅がある（小学館、1994年1月10日）※巻末に「終着駅の10の型」を収録
新潮文庫（1997年1月）、解説：渡瀬夏彦
- 平安鎌倉史紀行（講談社、1994年12月19日）
講談社文庫（1997年12月）、解説：中村彰彦
- 昭和八年 澁谷驛[注釈 3]（PHP研究所、1995年12月）、※少年時の回想記
- ヨーロッパ鉄道紀行（JTB日本交通公社出版事業局、1996年8月）※巻末に著作目録あり
新潮文庫（2000年3月）、解説：今尾恵介　※単行版巻末の「著作目録」は再録されていない
- 駅は見ている（小学館、1997年11月1日）
角川文庫（2001年10月）、解説なし
- 豪華列車はケープタウン行（文藝春秋、1998年7月）
文春文庫（2001年6月）、解説なし
- 宮脇俊三鉄道紀行全集 全6巻（角川書店、1998年12月 - 1999年5月）
生前刊行で、全作品が網羅されているわけではない。下記が各巻の内容
第1巻:国内紀行1（CD-ROM付）、第2巻:国内紀行2、第3巻:国内紀行3
第4巻:海外紀行1、第5巻:海外紀行2、第6巻:雑纂
- 室町戦国史紀行（講談社、2000年11月）
講談社文庫（2003年12月）、解説なし
- 乗る旅・読む旅（JTB、2001年1月1日）
角川文庫（2004年2月）、回想での解説：宮脇灯子「父のこと」
- 七つの廃線跡（JTB、2001年1月1日）
  - 鉄道廃線跡の旅（角川文庫、2003年4月）[注釈 4]、解説：中村彰彦
- 宮脇俊三自選紀行集（全1巻）（JTB、2001年12月1日）、※JTB旅行文化賞10周年記念出版、シリーズ全5巻の一冊
- 史記のつまみぐい（新潮社 2004年2月20日）
文庫判など、新版再刊はされてない
- 「最長片道切符の旅」取材ノート（新潮社 2008年4月）、まえがきは宮脇灯子が、脚注と解説は原武史が担当。
※没後発見された第2作『最長片道切符の旅』（前掲）での取材ノートを活字に起こしたもの
新潮文庫（2010年11月）、新版解説：原武史
- 終着駅（河出書房新社、2009年9月30日）、あとがき：宮脇灯子。※全編が単行本未収録の発掘作品で、最後のオリジナル随筆集
河出文庫（2012年1月、改版2023年1月）、解説：髙山文彦「終着駅は出発駅」。※単行判巻末の「初出紙誌一覧」は再録されていない
- 宮脇俊三鉄道紀行セレクション　全1巻（小池滋 編、ちくま文庫、2014年6月）
文庫オリジナル版で、底本は上記「宮脇俊三鉄道紀行全集」（全6巻）
解説：小池滋「真のユーモアにあふれた古くて新しい鉄道紀行」
- 宮脇俊三 電子全集 全23巻（小学館、2014年11月 - 2016年9月）
電子出版で発売。各巻末に『最長片道切符の旅』の自筆原稿を掲載。下記が各巻の内容。
第1巻 - 第4巻：国内鉄道紀行（I - IV[注釈 5]）
第5巻 - 第8巻：海外鉄道紀行（I - IV）、第9巻：海外鉄道紀行 V・絵本
第10巻：国内鉄道紀行・バス紀行、第11巻：国内鉄道紀行・山岳鉄道紀行
第12巻 - 第13巻：鉄道エッセイ（I - II）、第14巻：鉄道史[注釈 6]、第15巻 - 第16巻：鉄道エッセイ（I - II）
第17巻 - 第18巻：歴史エッセイ（I - II）、第19巻：歴史エッセイ・小説
第20巻：雑纂 I、第21巻：対話集、第22巻：廃線跡紀行[注釈 7]、第23巻：雑纂 II

対話・児童書・写真解説ほか
- 時刻表・駅・切符－行先不明列車・出発進行の巻（原田勝正との対談、現代史研究会刊/徳間書店、1981年10月）
- 中央線各駅停車（保育社カラーブックス667、1985年1月）、※松尾定行と分担[注釈 8]共著
文庫サイズで、新装単行判など他社で再刊はされてない
- 鉄道に生きる人たち 宮脇俊三対話集（中央書院、1987年5月3日）
- ダイヤ改正の話：宮脇俊三対話集（中央書院、1988年5月30日）
- シベリア鉄道ものがたり（福音館書店、1990年10月）絵：黒岩保美 ※絵本
- 御殿場線ものがたり（福音館書店、1992年10月）絵：黒岩保美 ※絵本
- 青函連絡船ものがたり（福音館書店、1992年10月）絵：黒岩保美 ※絵本
- スイス鉄道ものがたり（福音館書店、1995年9月）絵：黒岩保美 ※絵本
- 廃線跡懐想 北海道編 ヴィークル・グラフィック(JTB、単行本、2002年3月）
- 廃線跡懐想 中部信越編 ヴィークル・グラフィック(JTB、単行本、2002年4月）
- 『CD時代のステレオ選び』（土屋赫、音楽之友社、1989年7月）
カバー裏表紙に顔写真付きで推薦文を掲載、著者とは小学校時代の同級生

### 参考Ⅰ：雑誌の特集記事
- “特集・宮脇俊三の世界”（月刊誌『旅』第74巻9号・通号884号 JTB刊 2000年9月）pp10–139
特集末に「自筆旅年譜1926-2000」, 「宮脇俊三著作等目録」あり。付録：「宮脇俊三自選集：月刊誌『旅』掲載作より」（『旅』に掲載された作品から8編を宮脇自身が選んだもの。モノクロ。原寸より若干縮小。巻末に『旅』掲載記事一覧<1979-1999>あり）
- “追悼特別企画・さよなら、宮脇俊三さん”（月刊誌『旅』第77巻5号・通号916号 JTB刊 2003年5月）pp115–130
この企画全編が後日出版の『宮脇俊三の旅』に再録されている（ただし、レイアウトには差異がある）
- 「宮脇俊三の旅」（月刊誌『旅』臨時増刊  JTB 2003年8月）
この増刊号は上記“特集・宮脇俊三の世界”（『旅』 JTB刊 2000年9月）の全復刻を含む。また、巻末に“自筆旅年譜1926-2000”がある。なお同年譜の1999年以降は本人からの訂正、また宮脇夫人と編集部が作成したもの。さらに上記特集時に掲載された<宮脇俊三著作等目録>の補遺をもあわせて掲載。pp4–23:特集記事, pp164–175：追悼記事（特別付録：肉声CD：宮脇俊三インタヴュー67分15秒）
自宅に近い京王井の頭線東松原駅周辺の商店街が、"ご当地"として、本人の姿を交えて紹介されている
- 「宮脇俊三：鉄道に魅せられた旅人」（『別冊太陽』、平凡社 2007年1月14日）
- “特集・宮脇俊三と旅する”（月刊誌『小説新潮』第62巻5号・通号768号 新潮社刊 2008年5月）pp235–305　内容：『殺意の風景』のうち単行判・文庫いずれでも未収録の2作品を掲載、未発表短編小説1作品を掲載、ほか
- 「宮脇俊三：時刻表が生んだ鉄道紀行」（『KAWADE夢ムック 文藝別冊』、河出書房新社 2009年6月30日）
逐次刊行物への寄稿のうち単行本未収録の9作品、インタビュー・談話3作品、対談6作品を掲載、ほか
  - 「宮脇俊三：時刻表と鉄路の旅人 増補新版」（『KAWADEムック 文藝別冊』、河出書房新社 2019年3月14日）

### 参考Ⅱ：回想・関連文献ほか
- 夢の車窓 : 櫻井寛写真集（講談社、1994年12月15日）
注：標題通り櫻井の写真集であり、宮脇は序文を書いているに過ぎず、数多く手がけている「編著もの」と大差無い。しかし背表紙を除く情報源（ジャケット・表紙・扉）には「文」とあり、奥付には「著者」とある。本書はセットものでなく単行本であることを加味しても、著者性があると判断できる。
- 表紙揮毫 “美しい老人”（新潮社の出版PR誌『波』第22巻3号、1998年3月）※逐次刊行物の表紙筆蹟、その紹介 p11
- テリーピンデル『アメリカ鉄道3万マイル』（小林理子と共訳 角川書店 1993年10月5日）
オリジナルタイトル：Making tracks : an American rail odyssey / Terry Pindell (ISBN 080211279X)
文庫化や、他社での再刊はされていない
- 『鉄道が好き』 日本名作シリーズ・日本ペンクラブ編（宮脇俊三選、集英社文庫　1985年11月）
他社での新版再刊はされていない。
宮脇は本業の“著作”のほか、“編”・“編著”・“監修”も数多く手がけているが、“選”は珍しい。内田百閒から松尾定行まで、40名の作品（抜粋も含め）を選び収録。編集後記も宮脇らしさが溢れ出ている。曰く“私が欲したのは「文学にあらわれた鉄道」ではなく、「鉄道に惚れた人たち」を一堂に会させてみたい、ということであった”と初心が述べられ、いざ作業に入ると“SL写真、ローカル線案内、車両の紹介、鉄道旅行術、研究書の類がほとんどで、私が望む「鉄道が好き」といった心情を丸出しにした文章は意外に少ない”と嘆き、次に誰を選ぶかを悩み、選出後も悩み続ける。最後はその（作者の）配列をどうするかを悩み、結局年齢順に収録している。
- 『父・宮脇俊三への旅』（宮脇灯子、グラフ社 2006年12月30日）
  - 実娘の回想で角川文庫（2010年2月）で再刊 - 解説：酒井順子

※巻末に「著作一覧」「自筆年譜」（上記「宮脇俊三の旅」掲載の<自筆旅年譜1926-2000>に編集部が加筆・改筆したもの）あり
- 『父・宮脇俊三が愛したレールの響きを追って』（宮脇灯子、JTBパブリッシング 2008年8月1日）
- 『宮脇俊三と旅した鉄道風景』（櫻井寛写真・文、ダイヤモンド社 2013年3月8日）
- 『鉄道紀行 宮脇俊三取材ノート：鉄道紀行作家を支えた記憶』（同・製作委員会編、誠文堂新光社 2013年8月29日）
- 『鉄道無常　内田百間と宮脇俊三を読む』（酒井順子、KADOKAWA（角川書店）、2021年5月／角川文庫、2023年12月）
- 『宮脇俊三の紀行文学を読む』（小牟田哲彦、中央公論新社、2021年10月）

## エピソード
- 完乗を目指して「乗り潰し」を始める前には、会社の出張のついでに未乗線区に乗ることは一度もなかった[注釈 9]。国鉄全線完乗を決意しそれが中央公論社内でも知れ渡った後については、例えば「時刻表２万キロ」第５章「西寒川線」の項において、湘南方面出張の帰途に同僚と茅ケ崎で乗り換えて相模線寒川支線に向かい、乗車後の食堂で乾杯していると記述がある。完乗達成後には同僚たちによって祝賀パーティが開催された。
- 足尾線で国鉄全線完乗を果たした後も、国鉄およびJRの新線が開通するたびに出向いては完乗状態を継続した。ばかりでなく、建設中の未開通路線の取材と執筆も行い、老境に入った自分の年齢を顧みて「開通するのが先か死ぬのが先か」「開通したら乗りたいし乗らざるを得ないのだから開通するなら早くしてほしい」という思いも書いている。しかし、70歳のときに開通した宮崎空港線には76歳の物故時までついに乗ることがなく、これが宮脇本人が旅行可能な時期に開通していたJR線で唯一の未乗区間となった。私鉄の完乗にはこだわらなかった一方で第三セクター鉄道には可能な限り乗っていたが、作中でもたびたび建設について触れていた阿佐海岸鉄道阿佐東線には、65歳のときに開通を迎えた後、四国に渡ることがあったにも関わらず乗る機会を得ず唯一の未乗路線となった。
- 公私共に縁の深い北杜夫の『マンボウ交遊録』によれば、編集者時代の宮脇は本にした時の見栄えまで考え、改ページや字数を考慮した上で北に文章を直すよう求めたという。自分が作家になってからも文章を読めば分かるように、創作に関しては非常にストイックな姿勢を貫いていた。しかし素の宮脇本人は大酒豪で、しかも変わった冗談や言動の多い人物だったという（これは同じく北と親交の深かった星新一と共通する点である）。なお北が1966年に刊行したエッセイ集『どくとるマンボウ途中下車』の中に、「鉄道ファンの編集者に開通直後の東海道新幹線に乗ろうと誘われて付き合った」という趣旨のものがあるが、この編集者はもちろん宮脇のこと。このように宮脇は現役時、公私ともに「中公に宮脇あり」（宮脇灯子『父・宮脇俊三への旅』）として知られていた。
- 娘の宮脇灯子『父・宮脇俊三への旅』には、59歳の時に真夜中にファミコンの「スーパーマリオブラザーズ2」に熱中するなど、家族にしか見せなかった俊三の一面が描かれている。なお、灯子によれば俊三は子供の教育には一切口を出さなかったという。
- 宮脇は生涯渋谷育ちを自認し、編集者には著者紹介欄に「川越で生まれ、渋谷で育つ」という一文挿入を希望した。
- 小学生の頃（1933 - 1935年ごろ）、渋谷駅に佇む生前の忠犬ハチ公の姿を見ており、『時刻表昭和史』や『昭和八年 澁谷驛』にもそのことが触れられている。この話は林順信の「玉電が走った街 今昔」での対談にも出ている。
- 一番遠くへ来たと感じたのは、小2の時に母と熱海へ行った時だとされた。
- 青年期の思い出で一番印象に残っていることは米坂線今泉駅で父と玉音放送を聴いたときで、旅行では1944年（昭和19年）3月に関門トンネルへ向かった時であったとしている。
- 鉄道の次に好きな乗り物は路線バスであり、飛行機はその逆で乗るたびに早く着陸して欲しいという気になったという。
- お気に入りの路線は宗谷本線・根室本線・山陰本線で、車窓は利尻島が見える宗谷本線の抜海駅付近や余部橋梁であった。
- 旅情を感じる駅名として、音威子府駅・信濃追分駅・姨捨駅などを挙げていた。また観光客誘致などを目的とした安易な駅名改名を嘆いていた（沓掛駅→中軽井沢駅、坊中駅→阿蘇駅など）。
- 思い入れがある自筆作品はデビュー作の『時刻表2万キロ』と『時刻表昭和史』であった。
- 時刻表以外でよく読んだ鉄道雑誌は、「鉄道ジャーナル」・「鉄道ダイヤ情報」だったとされる。
- 一番印象に残っている食べ物は、1942年（昭和17年）に北海道へ向かった時に列車の食堂車で食べた鮭フライであった。駅弁では小淵沢駅の「元気甲斐」、駅そばでは音威子府駅のものだという。
- 自動車の運転免許は1954年（昭和29年）に取得したが、後に更新をしなくて失効した。
- 女優では原節子、落語家では志ん生が好みであった。
- プロ野球はヤクルト（旧、国鉄）スワローズ、力士では神風が好みであった。双葉山が安芸ノ海に連勝を止められた時（1939年1月場所4日目）は父と見ていた。升席で見物していたため双葉山が負けた瞬間、上からあらゆる物が升席に向かって投げられたという。
- かつての特技はテニスと駅名暗唱で、前者は旧制高等学校尋常科の大会で優勝したことがあり、後者では東海道本線の全駅名を小学生の時に48秒で言ったことがあった。
- 大のモーツァルト好きであった。東大の卒業論文は「モーツァルトよりみた十八世紀の音楽家の社会的地位」であったし、「年刊モーツァルト」という同人誌も編集・発行するほどだった。また、バッハの曲も「神に近い」として好んでいた。
- 前述の通り酒好きであり、酒にまつわるトラブルも多い。
  - 酒の勢いで、青函連絡船の寝台船室に乗り合わせた学生に絡んだことがある。
  - 「いい店の探し方」と称してスナックの扉を少し開けて覗いて回ったことがある。
  - どんなに忙しくても、作家などとの飲み会に出る時間は確保していた。
  - 隣の北杜夫の家で飲んだときに、一緒に自宅の庭に空き缶を放り込んでいた。北家には常にボトルキープがしてあった。
  - 原稿の推敲を徹底して行うときには酒が欠かせなかった。ただし仕事がはかどった訳ではない。
  - 晩年、医者に酒を止められてからも、内緒で紹興酒を購入しては「度数が低いから」と言って飲んでいた。
  - 末期、入院中に見舞いに来た家族に「酒を持って来い」と当り散らしていた。結核の後遺症で片側だけだった肺に転移して「もう助からない」と悟った夫人は、帰宅したときに医者に内緒で酒を与えた。
- 博学で鉄道だけではなく日本史などにも詳しく著書には鉄道以外の本もある。日本通史の旅は彼のライフワークとなった。
- 国内では一人で旅行することを好み、同行者がいると気を使うからよくないとも書いている。ただし例外は沢山ある。特に旅行中でも夜に飲む時は相手が欲しくなるとしている。
- 車中の男子学生についてはその行動の粗暴さを文中で語り、女子学生については美点を語ることが多い。秋田を旅したときには女子学生の美人度の高さをメモし、「江戸時代の人買いの気分になった」などと書いている。
- 元重役らしく、タクシーを割と長い距離にわたって駆使するときもある。ただし計画の穴埋めをしようとして失敗することもあった。
- 国内だけでなく海外の鉄道にも相当乗りに行っている。
  - ただし前述のように飛行機嫌いのため、飛行機に乗るとすぐに睡眠薬を飲んで寝てしまう。
  - フィリピン旅行でポン引きをなだめすかして列車に乗りまわったことがある。最後に、乗った席に石を投げ込まれて、怪我をした。
  - インド旅行では水あたりによる下痢をこらえて列車を乗りまわった。
  - 東北アジアについてはほとんどの国を訪問しているが、モンゴルだけは未踏破であった（サハリン、韓国、台湾は踏破）。
- 時刻表好きで国鉄の複雑なダイヤを愛好し、私鉄は国鉄に比べてダイヤが複雑ではないためあまり食指が動かないと言っていた。
  - 巧みな乗り継ぎによる旅行案を考えるのが楽しみであり、うまい案ができたら旅行に出たという。
  - 『線路のない時刻表』では未開通路線の仮想の時刻表を作成している。
  - 実際は私鉄にも相当乗っている。特に後年は地方の中小私鉄に（創作活動のためでもあったが）好んで乗り、以前に廃止された地方私鉄に乗っておけばよかったと惜しんでいた。もちろん創作する上の発言である可能性もある。私鉄をテーマとした作品には「東京の私鉄七社乗りくらべ」（七社は当時。『終着駅は始発駅』所収）、『時刻表おくのほそ道』などがある。
- 犬が大の苦手で、時間つぶし等で街をぶらついている時によく犬に吠えかけられ「生きた心地がしなかった」と感想を述べたり、自分の長所を自身で診断し「自分は犬にも弱いし、強いのは酒ぐらいだ」と書いている。実際犬に吠えられた描写は数多い。
- 国鉄の分割民営化時に雑誌上で東北本線から東武日光線への直通運行する列車を提唱した。この計画は民営化から19年後、本人の死後に実現することとなる（2006年3月18日から開始）。
- コレクターではないと自称し、初めは切符の収集もしていなかったが、国鉄完乗時の「証拠のために」乗った切符や入場券を集めるようになった。買った時刻表も途中から自宅に集めていた。
- 自分が詳しくない事柄については、鉄道に関することでも、ほとんど作中には見せなかった。これも「マニアが陥りがちな文を書かない」という評につながっている。たとえば、車両について、形式名などといった詳細な記述は作中にはほとんど全く無く、ごく時折、自分は興味を持っていないので詳しくないから、といった文章が見られる。しかし『「最長片道切符の旅」取材ノート』によれば取材時には車両についてもメモを残しており、作家としての見事なまでのコントロールの結果であった。
- 『鉄道廃線跡を歩く』最終巻の取材で狩勝峠の旧線を回る予定だったが、直前に病に倒れ、実現せずに終わった。同シリーズ編集担当の大野が遺志を継ぐ形で同所を回り、シリーズの巻頭記事を締めくくっている。同シリーズで最後に回ったのは碓氷峠の信越本線旧線跡である。
- 2008年10月に角川書店が、<宮脇俊三・鉄道文庫フェア>を開催し、広告栞によれば以下の11点が対象となり復刊・再発売された。『時刻表2万キロ』（新装版）、『台湾鉄路千公里』、『鉄道旅行のたのしみ』（復刊）、『中国火車旅行』、『インド鉄道紀行』、『シベリア鉄道9400キロ』、『日本探見二泊三日』（新装版）、『増補版時刻表昭和史』（新装版）、『駅は見ている』（新装版）、『乗る旅・読む旅』（新装版）、『鉄道廃線跡の旅』（新装版）。なお“新装版”を冠しているものについては、そのジャケットが新装されたのみの再発売であり同一書誌である。このフェアにあわせて表が宮脇作品の名言、裏には宮脇の思い出の駅が書かれたしおりが入れられていた。

## 親族
- 宮脇長吉 - 父親。陸軍大佐・政治家。
- 三土忠造 - 伯父。立憲政友会所属の重鎮政治家。大蔵大臣、鉄道大臣、文部大臣などを歴任。
- 宮脇梅吉 - 叔父。内務官僚として官選の和歌山県知事、埼玉県知事、千葉県知事などを歴任。
- 神谷信子 - 姉（1914－1986）。前衛画家。香川県善通寺市で生まれ、実践女学校卒業後、東京府立第十高等女学校で国文を教える傍ら、東郷青児らに師事し画家となる[11]。美術文化協会所属。神谷醸造を営む神谷家四男・六弥に嫁いだが夫が戦死し、廣幡憲と同棲するも廣幡も事故死[11]。その後ニューヨークに渡り、画業の傍ら東洋美術の修復に携わった[11]。
- 宮脇愛子 - 彫刻家。前妻。中央公論社時代に結婚したが、後に離婚。その後、建築家磯崎新と再婚。

## 関連人物
- 奥野健男 - 文芸評論家・化学技術者。宮脇とは幼少期からの親友で、青山師範学校附属小学校の同級生。『時刻表昭和史』にも登場。同書が文庫化されるにあたって、その“解説”を執筆している。また後年、『車窓はテレビより面白い』（徳間書店 1989年2月28日）が文庫化された（1992年8月）際にも、その“解説”を執筆している。
- 北杜夫 - 作家。奥野の旧制中学校時代からの友人で、宮脇が編集者時代に世に出した。彼が住居を探している際に、世田谷区松原の宮脇宅の、たまたま隣が空いているのを紹介して以来、宮脇家とは隣同士で家族ぐるみの付き合いをしていた。北の娘の斎藤由香が幼い頃、北の妻が育児について、当時存命だった宮脇俊三の実母に、助言を受ける事もあった。そのため先述のように素顔の宮脇についての証言も多い。ちなみに宮脇家は自宅兼賃貸マンションである。
- 斎藤茂太 - 上記した北杜夫の兄で、精神衛生医。宮脇のことを「自閉症のケがありますな」と対談で話した。
- 種村直樹 - レイルウェイ・ライター。鉄道紀行作家として宮脇と並び称される存在で、宮脇が作家へ転身するときに訪問して以来の付き合い。種村の独立周年パーティには必ず顔を出すなどの親交があったため、種村はよく宮脇と比較されている。それは両者の「旅行スタイル」が根幹から全く違うために、逆に「ウマ」が合うためであるとする見方もある。つまり、（概して）宮脇は一人旅派、種村は集団（グループ）旅行派であるという点や、宮脇は作家兼編集者だったのに対し、種村は新聞記者出身のジャーナリストという点である。
- 阿川弘之 - 作家。宮脇は阿川の文章を崇拝していた。さらに彼の汽車好きに宮脇が注目し、『南蛮阿房列車』シリーズなどの発刊を手がけて親交が深まる。阿川の著書『山本元帥！阿川大尉が参りました』のタイトルは宮脇考案のもの。これを花森安治が激賞したといわれる。
- 大岡昇平 - 作家。宮脇が『中央公論』編集長の時代に代表作「レイテ戦記」を連載開始。また、当時の状況について大岡の全集の月報に宮脇が執筆している。なお、宮脇の推理小説『殺意の風景』（新潮文庫版）では、推理小説の優れた名手でもあった大岡が“解説”を執筆している。
- 幸田文 - 作家。宮脇が大ファンで、一緒に仕事（鉄道員を取材したもの）をしたこともある。
- 酒井順子 - 作家。中学時代からの宮脇のファン。鉄道関係のエッセイも多い。宮脇とは小湊鉄道、いすみ鉄道での車中対談をしたことがある。
- 広津和郎 - 作家。国鉄三大ミステリー事件の一つである松川事件の裁判批判を『中央公論』に連載。この編集を担当をしたのが若き日の宮脇である。
- 粕谷一希 - 評論家・編集者。中央公論社でともに働く。『中央公論』で宮脇の後任として編集長を勤めた。
- 澤地久枝 - 作家。中央公論社でともに働く。宮脇に算数を教わったことがある。
- 中村彰彦 - 作家。文藝春秋の記者時代、宮脇の紀行のいくつかに同行。中村が本名で宮脇の著作に登場した事もあった。宮脇に歴史検証の才能を見出され、後に歴史小説家になる。
- 丹野顕 - 作家。宮脇と一緒に東欧・イタリアを旅し、宮脇は同行の紀行を発表した。
- 村松友視 - 作家。中央公論社時代、『婦人公論』編集長だった宮脇の下で働く。
- 櫻井寛 - 鉄道写真家。「旅」などのツアーで宮脇に同行し、写真撮影を担当する。
- 宮崎市定 - 日本を代表する東洋史学者の一人。中央公論社時代に執筆を依頼し、担当編集者として『科挙』『大唐帝国』などを担当した。宮脇は宮崎の全集の月報に当時を回想する文章を寄せている。
- 原田勝正 - 鉄道史研究者。宮脇の著作『時刻表昭和史』執筆時に『日本国有鉄道百年史』編纂メンバーとしての知見をアドバイスしたのが縁で、のちに小学館刊行の多数の鉄道シリーズではともに編者となった。
- 原武史 - 政治学者。宮脇のファン。没後復刊された『時刻表ひとり旅』の解説、『「最長片道切符の旅」取材ノート』の脚注・解説を担当[注釈 10]。